# Alliance for a Green Revolution in Africa

Das Logo der AGRA

Die Alliance for a Green Revolution in Africa (AGRA; deutsch: „Allianz für eine Grüne Revolution in Afrika“) ist eine 2006 durch die Bill & Melinda Gates Foundation (BMGF) und die Rockefeller Foundation gegründete Entwicklungshilfeorganisation mit Fokus auf Afrika.
Die Organisation setzte sich zum Ziel, bis 2020 die Ernährungsunsicherheit um 50 % in 20 Ländern zu reduzieren, die Einkommen von 20 Millionen Kleinbauern zu verdoppeln, und 15 Ländern eine Grüne Revolution zu ermöglichen, die Kleinbauern unterstützt, die Umwelt schützt, und die Anpassung an den Klimawandel erleichtert.
Zum Maßnahmenpaket gehören: Hochertragssaatgut, Bodengesundheit, Marktzugang, Politik, Finanzen. AGRA wird von der Bill & Melinda Gates Foundation, der Rockefeller Foundation und dem britischen Entwicklungsministerium finanziert.

## Geschichte
AGRA wurde 2006 als eine in Afrika ansässige und geführte Organisation gegründet, die im Rahmen des Comprehensive Africa Agricultural Development Program (CAADP) arbeitet, Afrikas Richtlinie für landwirtschaftliche Transformation, Schaffung von Wohlstand, Ernährungssicherheit und Ernährung, Wirtschaftswachstum und Wohlstand.
Der frühere UN-Generalsekretär Kofi Annan war der erste Vorsitzende der Organisation und hatte dieses Amt bis 2013 inne, als der Gründer von Econet Wireless, Strive Masiyiwa, es übernahm. Masiyiwas Amtszeit endete im Jahr 2019. Sein Nachfolger wurde der ehemalige äthiopische Premierminister S.E. Hailemariam Desalegn.
AGRA hat 211 Mitarbeiter aus 24 Nationalitäten, von denen 42 % weiblich und 58 % männlich sind. Etwa 61 % der AGRA-Mitarbeiter sind technische Angestellte. Die Organisation wird von der Präsidentin Agnes Kalibata geleitet, die das Amt seit 2014 innehat. Sie wird von Fadel Ndiame vertreten.
AGRA ist einer der Hauptorganisatoren des jährlich stattfindenden Africa Green Revolution Forum (AGRF), einem Treffen, das Präsidenten, Staats- und Regierungschefs, Minister, Wissenschaftler, Landwirte, Geldgeber aus dem Privatsektor und Mitglieder der Zivilgesellschaft zusammenbringt, um den Weg für die afrikanische Landwirtschaft zu bestimmen. Das AGRF findet nun schon im 11. Jahr statt.

## Kritik
Kritik wird an der wirtschaftlichen Verbindung der AGRA zu Konzernen wie Monsanto, Cargill, DuPont, Dow Chemical, BASF und Bayer bezüglich der Tatsache geübt, dass die BMGF einen erheblichen Anteil an Aktien der Firmen hält. Insbesondere die Förderung des Einsatzes von chemischen Düngemitteln und Hybridsaatgut sowie die Zerstörung gewachsener kleinbäuerlicher Strukturen erhöhe die Abhängigkeit der Regionen von den Großkonzernen. Zwischen dem Direktorium der BMGF und Monsanto bestehen personelle Verbindungen. Weit oben auf der politischen Tagesordnung stand für AGRA stets die Zurückdrängung von bäuerlichem Saatgut und die Umgestaltung nationaler und regionaler Richtlinien zugunsten kommerzieller Saatgutunternehmen.
Tim Wise von der Tufts University in Massachusetts sagt dazu: "Eine Steigerung der Produktivität wurde nur bei wenigen Produkten erreicht – vor allem bei Mais. Das ging allerdings auf Kosten nahrhafterer und widerstandsfähigerer Getreidepflanzen wie Hirse und Sorghum. [...] Nach FAO-Schätzungen ist die Zahl unterernährter Menschen in den 13 AGRA-Ländern zwischen 2006 und 2020 um 30 Prozent gestiegen".
Der Bonner Agrarökonom Joachim von Braun, Leiter des wissenschaftlichen Beirats für den Ernährungsgipfel und Vizepräsident der Deutschen Welthungerhilfe sagt: "Diese Subventionen sind ineffizient und treiben Agrartechnologien von gestern [...] Wir müssen wegkommen von den großen Monokulturen."